# Jericó (Paraíba)
Jericó, municipio en el estado de la Paraíba (Brasil), localizado en la microrregión de Catolé del Roca. De acuerdo con el Su fundación IBGE (Instituto Brasilero de Geografía y Estadística), en el año de 2006 su población era estimada en 7.539 habitantes. Área territorial de 179 km². Fue Emancipado día 8 de mayo.

## Geografía
El municipio está incluido en el área geográfica de cobertura del semiárido brasilero, definida por el Ministerio de la Integración Nacional en 2005. Esta delimitación tiene como criterios el índice pluviométrico, el índice de aridez y el riesgo de sequía.